# 6175 Cori
6175 Cori (1983 XW) là một tiểu hành tinh vành đai chính được phát hiện ngày 4 tháng 12 năm 1983 bởi A. Mrkos ở Klet.